# Vandplasken
Vandplasken er en ca. 3 ha stor, lavvandet sø (0,5 m) med svingende vandstand, der kan tørre delvist ud om sommeren. Den ligger lige inden for klitrækken ved Kærsgård Strand, lidt syd for Liver Ås udløb i Skagerrak, syd for Hirtshals, ca. 10 nordvest for Hjørring.
Det er et rigkær og en lobeliesø, der er udpeget som særligt naturvidenskabeligt interesseområde pga. dens beliggenhed i den upåvirkede og fredede klit. Den er en del af nogle klitområder ved Kærsgård Strand, i alt ca. 188 ha som blev fredet i 1962 . Der er i henhold til fredningen forbud mod offentlig færdsel omkring søen. Søen ligger i et EU-habitatområde, og er en del af Natura 2000-område nr. 6 Kærsgård Strand, Vandplasken og Liver Å.
Vandplasken og området omkring har en flora der hører til de mest artsrige i landet. Her findes planter som dværg-ulvefod, sort skæne, liden padderok samt orkideerne mygblomst og pukkellæbe der kun findes få steder i landet.

## Eksterne kilder og henvisninger
1. ↑  Kærsgård Strand, Liver Å på fredninger.dk

- Basisanalysen for Naturplan 6

57°31′7.08″N 9°52′44.34″Ø / 57.5186333°N 9.8789833°Ø